# Єштеттен
Єштеттен (нім. Jestetten) — громада в Німеччині, знаходиться в землі Баден-Вюртемберг. Підпорядковується адміністративному округу Фрайбург. Входить до складу району Вальдсгут.
Площа — 20,63 км2. Населення становить 5237 ос. (станом на 31 грудня 2020).